# 林耘
林耕，浙江三门县人，中华人民共和国政治人物。

## 生平
1990年1月至5月，代理玉环县县长职位。1990年5月至1992年11月，担任玉环县县长。1992年1月至1993年12月，担任中共玉环县县委书记。